# Pericoma motasi
Pericoma motasi är en tvåvingeart som beskrevs av Vaillant 1978. Pericoma motasi ingår i släktet Pericoma och familjen fjärilsmyggor. Inga underarter finns listade i Catalogue of Life.